# Avis
 Denne artikel omhandler en publikation. Opslagsordet har også en anden betydning, se Avis (biludlejningsfirma).
En avis er en ofte og jævnligt udkommende journalistisk publikation trykt på billigt, tyndt papir, som gør den nem at arbejde med i alle faser af dens korte livscyklus; fremstilling, distribution, læsning, bortskaffelse. De mest almindelige måder at modtage aviser på er abonnere på dem, eller at købe dem i løssalg i butikker eller hos bladhandlere.

## Udgivelsestidspunkter
Historisk set har alle udgivelsestidspunkter på dagen været i spil: Morgen, formiddag, frokost, eftermiddag og aften. Ændringer i udgivelsestidspunkt er noget, man omgås med stor forsigtighed i avisbranchen, men de seneste årtiers trend er gået mod, at skulle der ændres noget, så skulle det gå mod morgenudgivelser.
Mange aviser udkommer dagligt (fem til syv dage om ugen), hvor den ene dags avis så tænkes at afløse den foregående dags. Disse aviser kaldes også dagblade eller hverdagsaviser. Andre aviser udgives kun én gang om ugen og kaldes derfor ugeaviser.

## Indhold
Avisernes indhold kan formmæssigt deles i to store overordnede grupper: Den ene gruppe er det redaktionelle/journalistiske indhold. Det handler om artikler inden for forskellige journalistiske genrer som eksempelvis nyheder, interview, reportager og opinionsstof. Den anden gruppe af indhold udgøres af annoncerne. Her kan der skelnes mellem den klassiske informerende/bekendtgørende rubrikannonce og så den mere salgsorienterede reklameannonce.
Emnemæssigt arbejdes der i det redaktionelle indhold med en lang række stofområder. Blandt de mest dominerende kan nævnes politik, personer, erhverv, kunst og kultur, kriminalstof og sport. Enkelte aviser dyrker specialområder som fodbold, fotografi og andre hobbyer og ligner her mere et tidsskrift/magasin.

## Fremstilling
Avisfremstilling var tidligere knyttet til typografer, bly og rotationspresser – men i dag kan en avis fremstilles næsten 100 procent elektronisk – med undtagelser af de sidste processer: Trykning og distribution.
Tidligere, da avisen var det største medie, var det normalt, at en avis kunne komme i flere udgaver i løbet af dagen, særligt i forbindelse med større nyheder, der udviklede sig, mens avisen blev trykt. Altså den type af nyheder, som i dag kaldes for breaking news. Fx var det meget udbredt, at resultaterne fra et folketingsvalg blev opdateret, efterhånden som resultaterne kom ind, og det stod klart, hvilke personer der var valgt, genvalgt, fravalgt og havde mistet deres mandat.

## Distribution
Traditionelt bliver aviser, for de fleste morgenavisers vedkommende, udbragt direkte til abonnenten eller butikken af avisbude, ansat af distributionsfirmaer, eller, for eftermiddagsavisernes vedkommende af postvæsenet.
Internet-udviklingen har ført elektroniske avisudgaver med sig, hvor enten dele af, eller hele avisen gengives. I daglig tale kaldes de for netaviser og bringer tillige ofte stof, der kun er produceret til internetavisen. Mange steder skal man betale et abonnement for at få adgang til større artikler.

## Salg
Aviser bliver i dag solgt næsten overalt, hvor der drives detailhandel. Mange steder rundt om i verden er det også muligt at købe aviser i selvbetjeningsautomater eller i egentlige aviskiosker, der kun handler med tidsskrifter.
Spisesedler benyttes til at reklamere for løssalg af aviser i detailhandlen. Historisk set var det udbredt, at løbesedler blev uddelt som reklame for en ny udgave af dagens avis i forbindelse med helt aktuelle hændelser. Disse uddeltes steder, hvor mange personer færdedes, fx jernbanestationer, sporvognsstoppesteder og større pladser.

## Etymologi
Ordet avis kendes i dansk fra 1600-tallet og er indlånt gennem ældre nyhøjtysk fra fransk avis (middelfransk advis) og italiensk avviso, en betegnelse brugt om de brevlignende menings- og nyhedsskrivelser, der blev distribueret i Europa efter Middelalderens ophør. Ordet betyder oprindeligt egentlig "anskuelse" eller "mening" og er dannet af orddele svarende til latin ad- ("til, på") og visum ("syn").

## Aviser i Danmark

### Historie
Det første danske avisprivilegium blev udstedt i 1634, og dermed udkom den første danske avis, der dog var skrevet på tysk. Den ældste bevarede avis skrevet på dansk er fra 1657 og havde navnet Ny Affvjser. Heri skrives blandt andet om svenskekongens angreb på Frederiksodde (nu Fredericia).
Ny Affvjser blev udgivet af bogtrykker Peder Morsing. Ved Morsings død et års tid efter udgivelsen overgik avisen først til enken og herefter til Henrik Gøde, der omdøbte avisen til Europäische wochentliche Zeitung.
Avisen Den Danske Mercurius, der var skrevet på vers, udkom månedligt fra 1. august 1666 til 1677, hvor dens udgiver, Anders Bording, døde. Den længstlevende danske avis er Berlingske Tidende, der blev stiftet i 1749. Dengang kom avisen to gange om ugen, frem til 1841, hvor den begyndte at udkomme dagligt.

### Nutidige aviser
Danmarks tre store dagblade Jyllands-Posten, Politiken og Berlingske udgives hvert i et oplag på omkring 100.000.
De to store formiddagsblade BT og Ekstra Bladet udkommer i omkring 66.000 eksemplarer (2011).
Dagbladet Børsen har et oplag på over 73.000 eksemplarer (2011).
De mindre landsdækkende aviser Kristeligt Dagblad og Information udgives i henholdsvis cirka 27.000 og 22.000 eksemplarer.
Der findes ugeaviser, men Weekendavisen står efterhånden tilbage som den eneste større, landsdækkende ugeavis, der forholder sig seriøst til en bredere vifte af stofområder. Til gengæld er der en underskov af lokale ugeaviser (også kaldet distriktsblade), som mange gange er kædet sammen med reklamer, tilbudsaviser og lokal rubrikannoncering. Dertil kommer diverse ugentlige specialaviser, der beskæftiger sig seriøst med særlige stofområder, såsom Computerworld, Version2, Ingeniøren og Dagens Medicin.
De danske aviser modtager indirekte statsstøtte som del af mediestøtten.
Det sker gennem den såkaldte distributionsstøtte og momsfritagelse.
Puljen for distributionsstøtte er på cirka 340 millioner kroner i 2007 i "dagbladspuljen".
Aviser kan være afhængig af denne støtte.
For eksempel modtog Dagbladet Information 25 millioner kroner i distributionsstøtte i 2007, svarende til en fjerdedel af avisens omsætning.